# Villaseco de los Gamitos
Villaseco de los Gamitos is een gemeente in de Spaanse provincie Salamanca in de regio Castilië en León met een oppervlakte van 12,32 km². Villaseco de los Gamitos telt 143 inwoners (1 januari 2016).

## Demografische ontwikkeling
Bron: INE, 1857-2011: volkstellingen